# イシダタミ
イシダタミ（石畳）、学名 Monodonta confusa は、古腹足目ニシキウズ科に分類される巻貝の一種。北海道から沖縄、香港、シンガポールまでの潮間帯に比較的普通に見られる。和名末尾に「貝」を付け「イシダタミガイ」とも呼ばれる。属名は「1個の歯（を有するもの）」、種小名は「混乱、混同」などの意。
その種小名のとおり、西太平洋熱帯海域に広く分布するオキナワイシダタミ Monodonta labio （Linnaeus,1758）と混同されていたが、1874年にイタリアの貝類学者 Tapparone-Canefri が別種として記載（学名を付けて説明すること）した。しかし、その後もイシダタミはオキナワイシダタミの亜種や変種、あるいは型 (form)、更には同種として扱われるなど混乱があった。2005年に分子系統解析の結果から両者はそれぞれ独立した別種と見做されるとする論文発表され、それ以降は独立種として扱われることが多く、本項もそれに従っている。

## 分布
- 日本: 北海道南部 - 琉球列島（八重山諸島を含む）
- 朝鮮半島
- 中国沿岸・香港
- シンガポール（タイプ産地）

## 形態

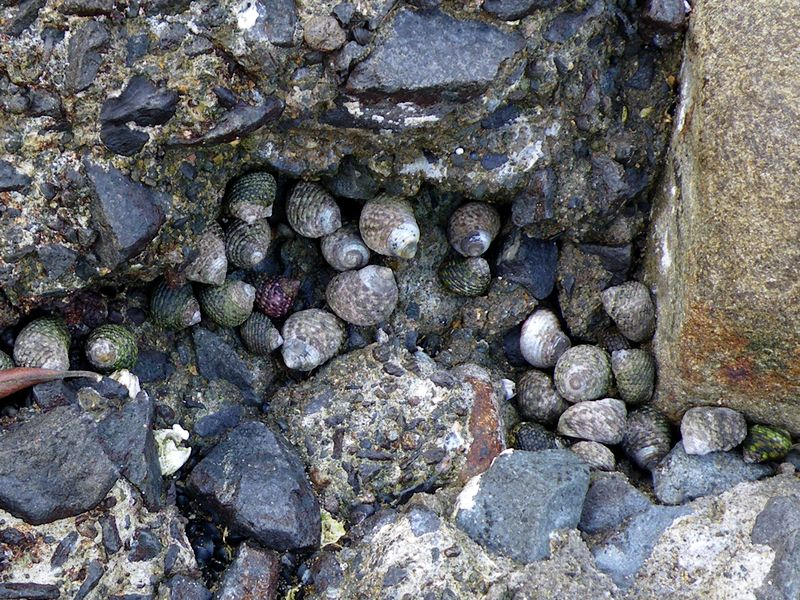
コンクリート護岸にも棲みつき、干潮時には物陰で乾燥を凌ぐ。中央やや左に赤紫色の色彩変異個体が見える

成貝は殻高・殻径とも25 mmほどで、低い円錐形をしている。貝殻は厚く頑丈で、巻きの各層はよく膨らむ。殻の表面は多数の溝が縦横に走り、丸みを帯びた四角形の彫刻が並ぶ。和名はこの模様が石畳に似ることに由来する。殻の色は深緑-黒褐色だが、表面の彫刻に緑・黄・赤などがモザイク状に散りばめられる。中には全体が赤紫色を帯びた色彩変異個体も見られる。殻口内縁は白く、内唇下部に歯のような突起が一つあり、外唇内側には水平の内肋が多数ある。内縁より奥には真珠光沢がある。蓋はキチン質の半透明黄褐色で薄く、ほぼ円形の多旋型。
軟体部はほぼ黒緑色で腹足は黄褐色をしている。また触角は他の腹足類と同様に2本しかないが、腹足の両側には触角に似た細長い上足突起が数対並ぶため、活発に活動しているときは体の周囲から何本もの触角が出ているようにも見える。
分類上の関係が混乱していたオキナワイシダタミは、一般にイシダタミよりも大型になり頑丈な感じがすること、螺塔が高いこと、石畳彫刻の一つ一つが強いイボ状（あるいは顆粒状）に盛り上がること、基調色が暗緑色ではなく黄褐色で、そこに黒褐色斑や紅褐色斑、時に白色斑や黒色斑が混じった色彩となることなどで区別できる。ただし本州南岸以南ではイシダタミとほぼ同所的に見られることがあり、一部はイシダタミと交雑している可能性も推定されている。

## 生態
本州 - 九州にかけての岩礁海岸ではスガイやタマキビなどと並んで最も一般的な貝の一つであり、岩石質の海岸ならば外洋・内湾・汽水域を問わず生息する。砂浜や干潟の砂泥上には生息しないが、そこに岩石やカキ殻などがあるとそれに付着した個体を見ることができるが、イシダタミはあまりかきを好まないようだ。天然の海岸のみならず、人間の手によって改変されたコンクリート護岸にも多く棲みつく。
潮間帯から潮下帯にかけて見られ、岩石などに付着する。巻貝としては動きが素早い方で、転石をひっくり返すと石の裏側へ這って逃げることがある。その一方、満潮線付近にいるものは潮が引いている間にじっと乾燥に耐えている様子も見られる。岩石表面の微小藻類やデトリタスを歯舌で削り取って食べる。雌雄異体、交尾器官をもたず、生殖は放精抱卵による。

## 分類
原記載
Monodonta cofusa Tapparone-Canefri, 1874, p.61-62, pl.1, fig.8.
タイプ産地とタイプ標本
「Tre esenplari di Singapore」（シンガポール産の3個体）　殻高20 mm、殻幅18 mm.
記載者のコメント
”大英博物館の標本も見てみたが、同館では本種がオキナワイシダタミの変異として所蔵されていた。私は両種の個体変異も含め多くの個体を注意深く調べてみたが、なぜ人が両者を一緒にするのかが理解できなかったことを告白する。両者は全形も彫刻も色彩もまことに異なっており、大きさにも違いがある”（Tapparone-Canefri,1874）。

### 類似種

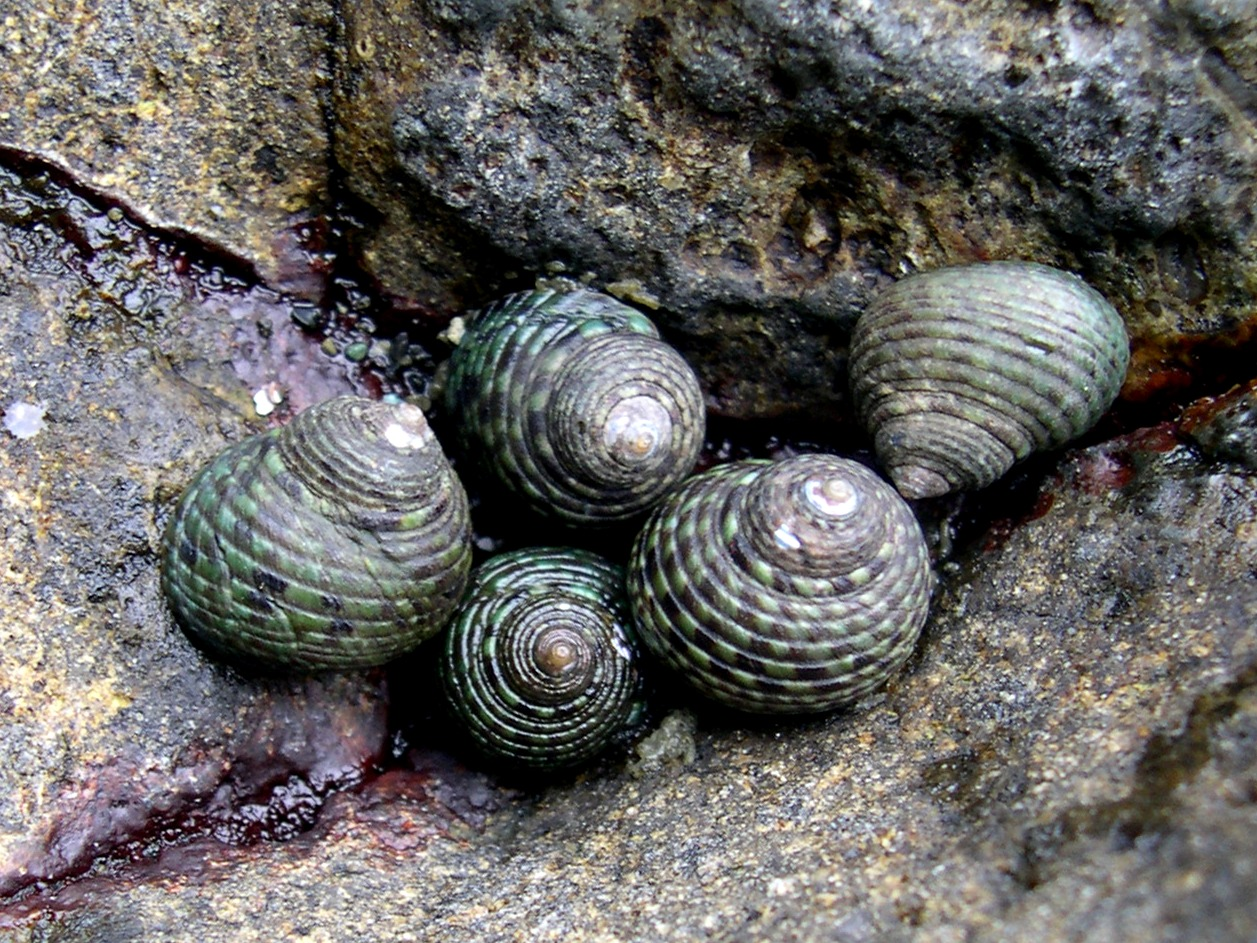
クサイロイシダタミ Monodonta sp. （父島産）

オキナワイシダタミ Monodonta labio (Linnaeus, 1758)

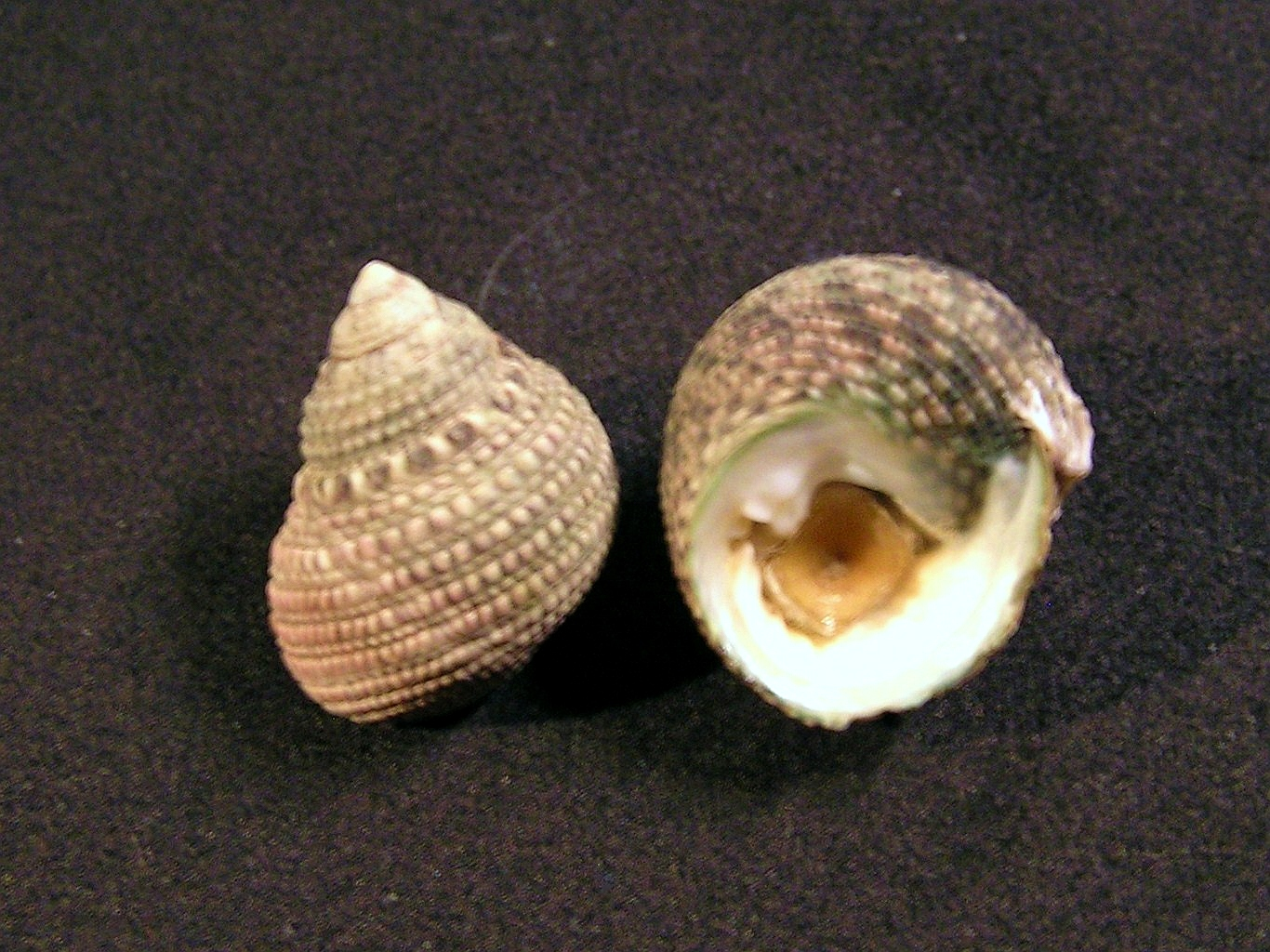
混同されたことがあるオキナワイシダタミ Monodonta labio （フィリピン産）

本州南岸以南のインド西太平洋に広く分布し、関東地方以南ではイシダタミとほぼ同所的に見られることもある。イシダタミとの違いは形態の節を参照。イシダタミとよく似ていて分布も重なることから両種は混同され、Tapparone-Canefri (1874) が オキナワイシダタミからイシダタミを区別して独立種として記載した後も、イシダタミをオキナワイシダタミの亜種、あるいは変種、あるいは型、あるいは同種とみなして両者を区別しないなど、研究者によって扱いが異なるという混乱が100年以上も続いた。2005年になり分子系統解析の結果から両者は明らかな別種であるとする見解がDonald他によって発表され、一応の結論が出されたが、解析に用いられた標本は両者の広い分布域から見れば必ずしも十分ではなく、またイシダタミのタイプ産地であるシンガポール産の標本も使用されていないこともあり、この群の分類には未だに未解明の部分が残されている。
クサイロイシダタミ Monodonta sp.
小笠原諸島周辺の固有種。暗緑色でイシダタミによく似ているが、殻表に石畳状の彫刻がある場合はより細かい。本種は小笠原諸島のみに生息し、イシダタミやオキナワイシダタミは小笠原諸島には生息しないため、産地からも同定は容易。旧来はしばしば Monodonta australis Lamarck, 1822として扱われてきたが、M. australis はインド洋などに分布する殻表に石畳彫刻の出ない別種で、クサイロイシダタミは分子系統解析の結果から日本沿岸のイシダタミを起源とする小笠原諸島の固有種であるとされる。

## 他の生物との関係
殻の入り口の外套膜の内側に扁形動物のカイヤドリヒラムシが住んでいることがよくある。以前には寄生であるとされたが、実際には貝の排出物などを餌としており、貝には害がない。そのため、片利共生であるとされることがある。

## 利用
人や地域によっては、スガイ、バテイラ、コシダカガンガラなどと一緒に漁獲し、塩茹でなどで食用にすることがある。ただし本種は他種より一回り小さいこともあり、食用にするのは一般的ではない。